# Klev- und Donnlandschaft bei St. Michaelisdonn
Klev- und Donnlandschaft bei St. Michaelisdonn este o arie protejată (arie specială de conservare — SAC, sit de importanță comunitară — SCI) din Germania întinsă pe o suprafață de 221 ha, integral pe uscat.

## Localizare
Centrul sitului Klev- und Donnlandschaft bei St. Michaelisdonn este situat la coordonatele 53°58′38″N 9°08′15″E / 53.9772°N 9.1375°E.

## Înființare
Situl Klev- und Donnlandschaft bei St. Michaelisdonn a fost declarat sit de importanță comunitară în septembrie 2004 pentru a proteja un număr necunoscut de specii din flora spontană și fauna sălbatică aflate în arealul zonei. Situl a fost protejat și ca arie specială de conservare în ianuarie 2010.

## Biodiversitate
Situată în ecoregiunea atlantică, aria protejată conține 4 habitate naturale: Pajiști uscate europene, Formațiuni ierboase bogate în specii de Nardus, dezvoltate pe substraturi silicioase în zone montane (și în zone submontane, în Europa continentală), Mlaștini turboase de tranziție și turbării mișcătoare, Păduri acidofile de stejar bătrân cu Quercus robur pe câmpii nisipoase.
La baza desemnării sitului se află un număr nedeclarat de specii protejate:
Pe lângă speciile protejate, pe teritoriul sitului au mai fost identificate 1 specie de amfibieni, 2 specii de reptile.